# Stenotarsus arithmeticus
Stenotarsus arithmeticus es una especie de coleóptero de la familia Endomychidae.

## Distribución geográfica
Habita en Australia.